# Michał Niewiński
Michał Niewiński est un patineur de vitesse sur piste courte polonais.

## Biographie
Niewiński participe à la Coupe du monde de patinage de vitesse sur piste courte 2021-2022, entrainé par Grégory Durand et Urszulą Kamińską.
Il participe aux Jeux olympiques d'hiver de 2022.